# Adyumba (peuple)
Pour les articles homonymes, voir Adyumba.
Les Adyumba sont un peuple d'Afrique centrale établi au Gabon autour du lac Azingo dans la Province de l'Estuaire et dans celle du Moyen-Ogooué. C'est une tribu qui formait un clan des Mpongwé et qui avait pour descendant Ngwemyene (l’ancêtre : ngwe=mère et myene=langue, ethnie, tribut) .
Aujourd'hui la plupart vivent de la pêche, de cultures vivrières et du petit commerce. 

## Langue
Leur langue est un dialecte du myenè, l'adyumba (ou dyumba, ajumba, adjumba). Le terme dialecte est pour Baudoin une variante régionale d'une langue importante pour identifier la communauté qui la parle. La langue Myenè ou Omyenè est divisée en plusieurs groupes dont les Galaw, Enanga, Nkomi, Orungu et Adyumba. Dans cette subdivision dialectale se trouve d'autres sous subdivisions qui sont le produit d'une satisfaction sociale car ses petits groupes de langues sont constitués de sociétés différentes. Les myenè sont installés dans trois provinces du Gabon dont L'Estuaire, le Moyen-Ogooué et l'Ogooué-Maritime.Chaque groupe a une localisation bien déterminée, les Mpongwe sont dans les rives de l'Estuaire(Libreville), les Galaw se situent à Lambaréné (Moyen-Ogooué) dans les grands lacs (Onangués, Ezanga), les Adyumba sont dans le lac Azingo et le lac wambè, les Orungu au cap Lopez à Port-Gentil (Ogooué-Maritime) et les Enanga au lac Zilè .

### Cuisine myene
Les Adyumba et les Myene sont connus pour leur bonne cuisine[réf. nécessaire]. Les points forts de cette cuisine sont les entrées, les apéritifs, la cuisson au four. Dans le passé, ils ont été les seuls à être en contact avec les Européens sur la côte et cela leur a permis d’évoluer dans ce domaine. Contrairement à la cuisine des autres ethnies qui se développe souvent sur la base d'une cuisson de viande de brousse, celle des Adyumba et Myene est plutôt une cuisine d'aliments frais, fortement mixée avec la cuisine créole. Leur spécialité est la sauce de crabe pimentée.